# Iravadi
Reka Iravadi ali Ayeyarwady (ali "Irawati" v hindujščini) (burmansko ဧရာဝတီမြစ်; MLCTS: erawa.ti mrac, izgovarjava: [ʔèjàwədì mjɪʔ], črkovano tudi Ayeyarwaddy) je reka, ki teče od severa proti jugu skozi Mjanmar. Je največja reka v državi in najpomembnejša plovna pot. Izvira iz sotočja rek N'mai in Mali in teče razmeroma ravno od severa proti jugu, kjer se prek delte izliva v Andamansko morje. Odmaka površino okoli 255.081 km² in s tem velik del Mjanmara. Po pesmi Rudyarda Kiplinga jo včasih označujejo kot The Road to Mandalay (Mandalajska cesta).
Že zgodaj v šestem stoletju se je reka uporabljala za trgovino in promet. Ob razviti obsežni mreži namakalnih kanalov je reka postala pomembna za britanski imperij, potem ko so Britanci kolonizirali Burmo. Reka je kot prometna pot in za gospodarstvo nasploh še toliko pomembnejša danes.
Leta 2007 je vojaška vlada Mjanmara  podpisala pogodbo za gradnjo sedmih hidroelektrarn z jezovi za skupno 13.360 MW na rekah N'mai in Mali, vključno s 3600-megavatnim jezom Mjitsone ob sotočju obeh rek. Okoljevarstvene organizacije so izrazile zaskrbljenost zaradi okoljskih vplivov na biotsko raznovrstnost ekosistema reke. Mogoči vplivi vključujejo ogroženost iravadskega delfina in morskega psa, izredno redke vrste rečnega morskega psa.

## Etimologija
Avtohtono ljudstvo Kačini je poimenovalo reko Mali-Nmai-Hka. Burmansko ime za Iravadi (transliterirala ga je sedanja vlada Mjanmara kot Ayeyarwady) izhaja iz antičnega imena reke Ravi, imenovane tudi Iravati, v Indiji. Airavati je različica v paliju   za ime slonove gore Sakka, pomembnega božanstva v budizmu. Sloni so bili v indijski mitologiji pogosto simbol za vodo.
Reka Iravadi je dala ime delfinu: iravadski delfin (Orcaella brevirostris) živi v spodnjem toku reke in je znan, da pomaga ribičem pri ribolovu z metanjem mreže. Iravadski delfin živi tudi v Bengalskem zalivu in oceanu.

## Fiziografija
Iravadi razpolavlja Mjanmar od severa proti jugu in se z devetimi kraki delte izliva v Indijski ocean, natančneje v Andamansko morje.

### Izviri
Iravadi nastane s sotočjem rek N'mai (Nam Gio) in Mali v državi Kačin. Obe reki N'mai in Mali izvirata v Himalaji iz ledenikov v severnem Mjanmaru, v neposredni bližini 28 ° N. Vzhodna veja dveh krakov N'mai je večji potok in izvira v ledeniku Languela, severno od Putaa. Ta ni plovna zaradi močnega toka, v primerjavi z manjšim zahodnim krakom je reka Mali plovna kljub nekaj brzicam. Reko Mali domačini še vedno pogosto imenujejo tako kot glavno reko. Sporno elektrarno Mjitsone z jezom gradijo na sotočju obeh rek.
Mesto Bamo, približno 240 kilometrov  južno od sotočja rek Mali in N'mai, je najsevernejše mesto, do katerega lahko priplujejo ladje vse leto, čeprav je med monsuni plovba otežena. Mesto Mičina leži 50 kilometrov južno od sotočja in se lahko doseže tudi v sušnem obdobju.

### Soteska
Med Mičino in Mandalajem Iravadi teče skozi tri dobro označene soteske:
- Približno 65 km dolvodno od Mičine je prva soteska.
- Pod Bamom reka naredi oster zavoj proti zahodu, zapusti aluvialno kotlino in zareže v apnenčaste skale druge soteske. Ta je približno 90 metrov široka na najožjem delu in obdana z navpičnimi čermi, visokimi okoli 60 do 90 metrov.
- Okoli 100 kilometrov severno od Mandalaja, pri Mogoku, reka vstopi v tretjo sotesko. Med Kato in Mandalajem teče reka izredno ravno, skoraj proti jugu, razen ob Kabvetu, kjer pas lave povzroči, da se reka močno ukrivi proti zahodu.

Ta pas lave je plato Singu, vulkansko polje iz holocena. To polje je sestavljeno iz magme razpoklinskih izbruhov in pokriva površino okoli 62 km². Planota je znana tudi kot Leta Taung.
Reka zapusti plato pri na Čaukmjaungu, sledi širok, odprt tok po srednjesuhem območju - starodavno kulturno osrčje , kjer velike površine sestavljajo aluvialne ravnice. Iz Mandalaja (nekdanje glavno mesto kraljestva Mjanmar) reka naredi nenaden zavoj proti zahodu, se pred jugozahodnim zavojem združi z reko Čindvin, potem pa še naprej teče v jugozahodni smeri. Morda je zgornja Iravadi prvotno tekla južno od Mandalaja, se praznila skozi sedanjo reko Sitoung do zaliva Martaban in je njen sedanji zahodni tok geološko novejši. Pod sotočjem z reko Čindvin Iravadi naprej meandrira skozi mesto Jenandžaung, kjer proizvajajo nafto, pod njim pa v splošnem teče proti jugu. V svojem spodnjem toku, med Minbujem in Promejem, teče po ozki dolini med z gozdom pokritim gorskim grebenom Rakhine Joma  na zahodu in gorovjem Pegu Joma na vzhodu.

### Delta Iravadija
Delta se začne približno 93 kilometrov nad Hintado (Henzado) in okoli 290 kilometrov od svojega izliva v Andamansko morje. Najbolj zahodni krak delte je reka Patein (Basein), medtem ko je najbolj vzhodni kraj reka Jangon, na  levem bregu katere stoji nekdanje glavno mesto Mjanmara Jangon (Rangun). Ker je reka Jangon le majhen kanal, je pretok vode premajhen za preprečevanje zamuljevanja pristanišča v Jangonu, zato je potrebno poglabljanje dna. Relief pokrajine delte je nizek, vendar neraven. Tla sestavlja fini mulj, ki nenehno polni rodovitne naplavine nizvodno ob reki. Kot posledica močnega deževja, ki se spreminja od 2000 do 3000 milimetrov letno v delti , gibanja in naplavin reke, se površina delte v Andamanskem morju povečuje za približno 50 metrov  letno.

### Hidrografija
Zaradi monsunskega deževja od sredine maja do sredine oktobra se prostornina Iravadija in njenih pritokov močno spreminja vse leto. V poletnih mesecih taljenje snega in ledenikov v severnem Mjanmaru še poveča prostornino. Povprečno praznjenje v bližini iztoka delte je med rekordnimi 32.600 m³  in nižjimi 2300 m³ na sekundo. Največji pretok je lahko visok 40.393 m³ na sekundo v deževnem obdobju. Povprečni pretok znaša 13.000 m³. Nad Sagaingom so pretoki 38 % manjši v primerjavi z reko, kjer ta vstopi v delto. Nanos peska je okoli 278 ton vsako leto.
Razlika med visokim in nizkim vodostajem je zelo velika. Pri Mandalaju in Promeju je bil izmerjen razpon od 9,66 do 11,37 metra med nizkim in visokim vodostajem. Zaradi monsunskega dežja je najvišja točka v avgustu, najnižja pa v februarju.
Nihanje vodostaja zahteva, da imajo pristanišča vzdolž reke ločena etažna vrata za nizko in visoko vodo. Kljub temu pa nizki vodostaji povzročajo težave v pristaniščih, kot so Bamau, Mandalaj in Pjaj, najnižji vodostaj je lahko le 60 cm.
V kotlini, v kateri je povprečna gostota prebivalstva  79 ljudi na km², je oskrba reke  18.614 m³ za osebo letno .

## Ekologija
Reka Iravadi je dom veliko različnih živali, vključno s približno 43 vrstami rib.
Najbolj znan od teh vrst je iravadski delfin (Orcaella brevirostris), vrsta euryhaline oceanskega delfina z visokim in zaobljenim čelom, brez kljuna. Živijo v prekinjenih podskupinah v bližini morske obale in v rečnih ustjih in rekah v delih Bengalskega zaliva in jugovzhodni Aziji.
Od severa do juga reke Iravadi so številne različne ekološke regije.

### Severne gore
Reki N'mai in Mali ustvarita Iravadi in izvirata v visokih in oddaljenih gorah v bližini meje s Tibetom. Ta del Mjanmara, ki se razteza severno od Mičine in sotočja, leži povsem zunaj tropov. Dež pada v vseh letnih časih, predvsem pa v poletnih mesecih. Doline in nižje hribovje so prekriti s tropskimi in subtropskimi zimzelenimi rastlinami deževnega gozda namesto monsunskega  gozda listavcev. Za regijo so značilni subtropski in zmerni gozdovi hrasta in bora, ki ju najdemo na nadmorskih višinah do 900 metrov. Ta zimzeleni gozd prehaja v subtropski borov gozd do približno 1500 metrov. Nad 1800 metri so gozdovi rododendronov, ki jih nad 2400 metrov zamenjajo zimzeleni iglavci .

### Osrednja kotlina in nižina
Kotlina Iravadi pokriva približno 25.581 km². Osrednji del je sestavljen iz doline srednjega Iravadija in nižje Čindvina. Leži v "suhi coni" in je skoraj v celoti ravnica, na kateri prevladujejo tikovci. Vlažne ekoregije listnatih gozdov obdajajo sušne zaplate suhih gozdov. Osrednja kotlina prejme malo dežja (povprečno 650 mm letno) kljub hitrim poplavam med nevihtami v juliju do oktobra. En meteorološki dejavnik, ki se v glavnem ne razlikuje in je najpomembnejši za življenje rastlin, je vlažnost zraka. Ta je vedno visoka, razen v nekaterih krajih pozimi. Vlaga običajno ne pade pod 75 % do 90 % ali več za dalj časa v poletnem času. Druga značilnost je, da prevladujejo južni poletni vetrovi, ki povzročajo erozijo tal porečja.
Naravne habitate v tem osrednjem območju je precej spremenilo kmetijstvo in je kar nekaj zavarovanih območij.

#### Suhi gozd
Prevladujoča drevesa suhih območij je trnat Terminalia oliveri (Terminalia je rod velikih dreves iz družine cvetočih rastlin Combretaceae, ki ima okoli 100 vrst, porazdeljenih v tropskih regijah sveta. Ta rod je dobil ime iz latinske besede, ki se nanaša na to, da se listi pojavljajo na samih konicah poganjkov) in trdega tika (Tectona hamiltoniana) s sestoji indijskega Dipterocarpus tuberculatus (je vrsta drevesa iz družine Dipterocarpaceae in ga najdemo v Bangladešu, Mjanmaru, Tajski, Kambodži, Laosu in Vietnamu. Drevo raste v jasnih gozdovih na nadmorski višini do 800, 1000 m. Zraste do višine 5 do 25 m), ki je gradbeni les. Prostoživeče živali so številne ptice, mali sesalci in plazilci, kot je ogromen burmanski piton (Python bivittatus), ki zraste v poprečju 3,7 m, pa tudi do 5,7 m. Večino velikih živali, vključno tigra, so izlovili ali njihovi habitati izginjajo.

### Delta Iravadija
Reka Iravadi in njeni pritoki se izlivajo v Andamansko morje prek delte. To ekoregijo sestavljajo mangrove in sladkovodni močvirski gozdovi. To je zelo rodovitna površina zaradi mulja, ki ga prenašajo reke in odlagajo v delti. Zgornji in osrednji deli delte so skoraj v celoti namenjeni pridelavi poljščin, predvsem riža. Južni del je prehod do morske obale, kjer so mangrove in je sestavljen iz močvirij,  mrtvic, otokov in meandriranih rečic in potokov.
Ptice delte so zimski obiskovalci in preletniki, vključno veliki kormoran (Phalacrocorax carbo), najrazličnejše anatidae, Fulica atra, približno 30 vrst selitvenih obrežnih ptic, Chlidonias hybrida, Hydroprogne caspia in rjavoglavi galeb (Larus brunnicephalus), ki je zelo pogost. Eden izmed najbolj številnih prezimovalnih obalnih ptic je mongolski deževnik (Charadrius mongolus), ki se pojavi v jatah več tisoč osebkov vzdolž zunanje obale delte. Precej je tudi gozdnih martincev (Tringa glareola) in rdečih pragozdnih petelinov (Gallus gallus).
V poznem 19. stoletju so na jugu Burme v velikem številu gnezdili sivi pelikani (Pelecanus philippensis). Ena kolonija na planoti Sitang, vzhodno od delte, je bila opisana v novembru 1877, zajema 300 kvadratnih kilometrov in vsebuje milijone ptic. Ogromne kolonije so še vedno gnezdile na območju leta 1910, vendar so že leta 1939 opazili zmanjšanje števila teh ptic, pozneje so redno poročali, da so povsem izginile. Od leta 2010 niso opazili nobenega pelikana in prav lahko da je vrsta zdaj v Mjanmaru izumrla.
Več vrst velikih sesalcev pride v delto, vendar jih je malo in so razpršeni, razen malajski jelen (Cervus unicolor equinus), indijski prašičji jelen (Hyelaphus porcinus) in divji prašič (Sus scrofa), o katerih poročajo iz vseh gozdov. Azijski sloni (Elephas maximus) so bili nekoč razširjeni po vsej državi, do 10.000, vendar je v zadnjem desetletju število upadlo, kar je deloma posledica uporabe živali za sečnjo. Tu živijo tudi leopard, bengalski tiger, makak, ki je rakovice (Macaca fascicularis), rdeči volk (azijski divji pes -  Cuon alpinus) in vidre (vrste Panthera pardus, P. tigris, Cuon alpinus in Lutra lutra).
Morskega krokodila (Crocodylus porosus) lahko najdemo v južnem delu delte. V preteklosti jih je bilo v obalnih regijah Burme precej, zdaj je znan predvsem v spodnjem koncu iravadske delte. Število osebkov se je zmanjšalo zaradi kombinacije komercialnega lova zaradi kože, izgube habitata, utapljanja v ribiških mrežah in čezmernega zbiranja živih živali za krokodilje farme.
Kljub nedavnemu znižanju števila morskih želv (pet vrst gnezdi v Mjanmaru na znanih otoških in kopenskih plažah, znanih kot želvje obale. To so: zelenkasta želva (Lepidochelys olivacea), glavata kareta (Caretta caretta), orjaška črepaha (Chelonia mydas), prava kareta (Eretmochelys imbricata) in orjaška usnjača (Dermochelys coriacea) morske želve. [41

## Pritoki
Iravadi ima pet glavnih pritokov, saj teče skozi severni konec Mjanmara - država Kačin - razreže dolgo smer sever-jug skozi razmeroma ozke gorske doline med gorskimi grebeni, visokimi od 2000 do 3000 m in čez aluvialne ravnice.  Reki Iravadi se od severa proti jugu pridružijo večje reke:
1. Taping
2. Šveli (Nam Mao)
3. Mjitnge (Namtu)
4. Mu
5. Čindvin

## Gospodarstvo in politika
Burmanci so kot v zgodnjem 6. stoletju njihovi predniki s pomočjo reke Iravadi, ki teče po sredini Mjanmara, pridobili moč v regiji s trgovino in prometom s Kitajsko na poti proti Indiji. V 12. stoletju je dobro razvito omrežje namakalnih kanalov vplivalo na razcvet gojenja riža. Pozneje je reka postala ključno gospodarsko orodje britanskih interesov, ki so ustanovili trgovska pristanišča vzdolž obal.
Danes je Iravadi še vedno najpomembnejša trgovinska pot v državi. Kljub položaju Mandalaja kot glavnega železniškega in cestnega vozlišča na severu Mjanmara, se precejšnja količina potniškega in tovornega prometa še vedno prevaža po reki. Kot je delta eno glavnih območij na svetu, na katerem raste riž, je eden najpomembnejših tovorov po reki prav riž. Tikovina - Mjanmar je eden največjih svetovnih izvoznikov - se prevaža po reki kot veliki splavi. Preden odpeljejo splave, jih je treba ustrezno zvezati, za kar imajo domačini izdelan poseben sistem. Drugo blago, ki se prevaža iz osrčja države do Jangona za izvoz, so druga živila, nafta, bombaž in lokalno blago.
Komercialni prevoz po Iravadiju poteka na približno 1300 km: od Hintada do Bama (1080 km)  vse leto, od Bama do Mičine (200 km) le sedem mesecev. Več kot 3200 km plovnih poti je v iravadski delti, tam je tudi sistem povezovalnih kanalov. Reka Sitang je uporabna za manjše čolne, Salvin (Nam Kong) je zaradi brzic plovna manj kot 160 km od morja. Majhni parniki in podeželski čolni vozijo tudi ob obalah regij Rakhine in Tenaserim. Na reki Čindvin plujejo parna ali dizelska plovila vse leto do Homalina, približno 640 km od sotočja z Iravadijem. Sezonska navigacija poteka do Tamantija, ki je 92 km gorvodno od Homalina.
Dolina Čindvina nima železnice in je močno odvisna od rečnega prometa. Čauk, dolvodno od sotočja v naftnem okrožju, je naftno pristanišče. To je povezano z Jangonom po cesti in železnici. Hintada, blizu vrha delte, je železniško križišče za proge, ki vodijo do Čangina in Baseina (Patein). Trajekt vozi med Hintado na zahodnem bregu in železniško postajo v Taravavu na vzhodnem bregu.

## Jezovi
Mjanmarska hunta je maja 2007 podpisala sporazum s Kitajsko  Power Investment Corporation za gradnjo sedmih hidroelektrarn z jezovi na Iravadiju, reki Mali in N'Mai v državi Kačin. Skupna načrtovana proizvodnja vseh sedmih elektrarn bo 15.160 megavatov električne energije, kar je največji hidroenergetski projekt v Mjanmaru in bo presegel 7100-megavatni jez Ta Sang v državi Šan. Lokacije jezov so:
| Lokacija         | Mjitsone | Čibve | Paše  | Lakin | Phizau | Khaunglanphu | Laiza |
| ---------------- | -------- | ----- | ----- | ----- | ------ | ------------ | ----- |
| Višina (m)       | 152      | 47,5  | –     | –     | –      | –            | –     |
| dolžina (m)      | 152      | 220   | –     | –     | –      | –            | –     |
| Zmogljivost (MW) | 3,600    | 2,800 | 1,600 | 1,400 | 1,500  | 2,700        | 1,560 |

Električno energijo iz jezov bodo pošiljali tudi v druge države v regiji jugovzhodne Azije (Tajska, Indija in Bangladeš), večino na Kitajsko.
Največji od sedmih, jez Mjitsone, je ob sotočju rek Mali in N'Mai, na začetku Iravadija. Kitajski Power Investment Corporation je vodja projekta  Confluence Region Hydropower Projects.  ParConfluence Region Hydropower Projects je nekaj podjetij, ki so  vključeni v pripravo, gradnjo in financiranje 3600-megavatnega jezu Mjitsone. Azija World Group ima ključno vlogo med burmansko Suntac Technologies in državno vodeno Mjanmar Electrical Power Enterprise, ki je v državni lasti, in je podjetje, odgovorno za pridobivanje električne energije, prenos in razpošiljanje.
Kitajska se vključuje s China Power Investment Corporation, China Southern Power Grid, Yunnan Machinery Equipment Import & Export Company in Changjiang Institute of Surveying, Planning, Design and Research.
Vključena je tudi japonska družba Kansai Electric Power Company.

### Polemike
Zaradi svoje lege in velikosti je gradnja jezu Mjitsone postavljena pred pomembne ekološke in sociološke pomisleke. Glede na Študijo uporabnosti projekta Irrawaddy Myitsone Dam Multipurpose, bo največja raven vode v rezervoarju 290 metrov. To pomeni poplavno območje 766 km², ki ogroža 47 vasi.
Druge posledice poplave vključujejo izgubo kmetijskih zemljišč, izgube habitata drstenja, ko ribe ne morejo več plavati proti toku. Kachin Development Networking Group je mreža skupin civilne družbe in razvojnih organizacij v državi Kačin, ki opozarjajo, da bo to povzročilo izgubo dohodka za ribiče. Domačini so prav tako zaskrbljeni zaradi poplavljanja kulturnih znamenitosti na območju poplav. Kot pri preostalih velikih jezovih bo gradnja jezu Mjitsone spreminjala hidrološke značilnosti reke, npr. preprečevanje usedlin, ki bogatijo bregove dolvodno, kjer so običajno bogate plodne ravnice. To lahko vpliva na plodnost vse do iravadske delte in s tem na  gojenje riža v Mjanmaru.
Ekološki pomisleki so osredotočeni na poplavna območja, ki mejijo na indijsko-burmanske in južne, osrednje kitajske vroče točke biotske raznovrstnosti. Regija sotočja rek Mali in N'mai spada v deževni gozd Mizoram-Manipur-Kačin, dodan na seznam WWF nerešenih primerov biološko raznovrstnih območij.
Lega jezu Mjitsone, ki je oddaljen manj kot 100 km od prelomnice, kjer se stikata evrazijska in indijska tektonska plošča, vzbuja skrb zaradi potresne varnosti. Potresi v regiji, kot je tisti z magnitudo 5,3, ki je prizadel bližino meje s Kitajsko 20. avgusta 2008, so navedle koordinatorja projekta KDNG, da opozori vlado, naj ponovno prouči ustreznost projekta jezu.

## Pomembna mesta ob reki
Reka teče skozi naslednja pomembna mesta:
- Putao
- Mičina
- Bamo
- Kata
- Tagaung
- Čaukmjaung
- Mandalaj
- Sagaing
- Čauk
- Bagan
- Njaung-U
- Magvaj
- Pjaj
- Hintada
- Pantanau

## Mostovi
Do izgraditve mostu Ava (Inva), ki je železniški in cestni konzolni most čez 16 razponov, ki ga je zgradila leta 1934 britanska kolonialna vlada, je bil edina pot čez Iravadi, razen trajektov. Most je bil uničen, ko se je britanska vojska umikala med drugo svetovno vojno in je bil obnovljen leta 1954, po burmanski neodvisnosti. Bil je edini most čez Iravadi do zadnjega časa, ko je bila zgrajena cela vrsta mostov, za kar skrbi vlada.
1. Most Bala Min Hin čez N'Mai Hka pri Mjitkjini, november 1998 [35]
2. Most Iravadi (Most Jdanar Pone/novi most Ava) pri Sagaingu, april 2008
3. Most Anavrata pri Čauku, marec 2001
4. Most Iravadi-Magvaj pri Magvaju [36]
5. Most Bo Mjat Tun pri Njaungdonu, november 1999 [37]
6. Most Navdaj pri Pjaju, september 1997  [38]
7. Most Maubin pri Maubinu, februar 1998
8. Most Iravadi-Dedaje pri Dedaju, marec 2003
9. Most Pakoku med Pakokom in Naung-Ujem, december 2013